# Maçude ibne Uanudine ibne Cazerune
Maçude ibne Uanudine ibne Cazerune (Masud ibn Wanudin ibn Khazrun) foi um nobre magraua do século XI, membro do clã Banu Cazar e neto do fundador epônimo do ramo Banu Cazerune de Sijilmassa, Cazerune ibne Fulful. Foi o terceiro e último emir magraua dessa cidade após a morte de seu pai.

## Vida
Maçude era filho de Uanudine e neto de Cazerune ibne Fulful, o fundador epônimo dos Banu Cazerune e conquistador de Sijilmassa. Assumiu o poder como emir após a morte de seu pai em algum ponto após 1016/1017. Reinou até 1053/1054, quando foi derrotado, privado de seus domínios e morto pelos almorávidas. No processo, os almorávidas massacraram os magrauas que se refugiaram na região desde o tempo de Cazerune. 10 anos depois, em 1063, seus irmãos e o restante dos magrauas que residiam em Sefru foram dispersados.